# 约亨·巴赫费尔德
约亨·巴赫费尔德（德語：Jochen Bachfeld，1952年12月17日—），德国男子拳击运动员。他曾代表东德参加1972年和1976年夏季奥林匹克运动会拳击比赛，其中1976年奥运会获得一枚金牌。